# حرب العراق والحرب على الإرهاب
في 19 مارس/آذار 2003، ألقى الرئيس جورج دبليو بوش خطاباً إلى الأمة من المكتب البيضاوي، معلناً بدء عملية تحرير العراق. "إن شعب الولايات المتحدة وأصدقائنا وحلفائنا لن يعيشوا تحت رحمة نظام خارج عن القانون يهدد السلام بأسلحة القتل الجماعي". وقد وجدت لجنة مجلس الشيوخ أن العديد من التصريحات التي أدلت بها الإدارة قبل الحرب بشأن أسلحة الدمار الشامل العراقية لم تكن مدعومة بالمعلومات الاستخباراتية الأساسية.
وصف الرئيس الأمريكي جورج دبليو بوش حرب العراق، إلى جانب حرب أفغانستان، بأنها "الجبهة المركزية في الحرب ضد الإرهاب"، وزعم أنه إذا انسحبت الولايات المتحدة من العراق، "فإن الإرهابيين سوف يتبعوننا إلى هنا".
لقد سيطر خطاب " الحرب على الإرهاب" على وسائل الإعلام الأمريكية لسنوات عديدة بعد أحداث الحادي عشر من سبتمبر . في عام 2003، اعتقد أغلب الأميركيين بوجود روابط عراقية بين هجمات 11 سبتمبر ونظرية المؤامرة، الأمر الذي سهل أجندة إدارة بوش لغزو العراق. طوال العقد الأول من القرن الحادي والعشرين، كان الإجماع السياسي في الولايات المتحدة يضع العراق ضمن إطار "الحرب على الإرهاب". وعلى الرغم من ظهور معارضة للإجماع في أواخر العقد الأول من القرن الحادي والعشرين؛ فقد واصل الساسة والمرشحون وجماعات المناصرة الجمهوريون تصوير الاستراتيجية التي تركز على العراق باعتبارها الحل لمشكلة 11 سبتمبر/أيلول.
ومع استمرار الصراع، بدأ أعضاء الكونجرس الأميركي والجمهور الأميركي، وحتى القوات الأميركية، في التشكيك في الصلة بين حرب العراق والحرب ضد الإرهاب. ويرى العديد من خبراء الاستخبارات البارزين أن الحرب في العراق أدت في واقع الأمر إلى تفاقم الإرهاب. وقد أدى الصراع الذي أعقب ذلك في العراق إلى استمرار التدخل الأمريكي في البلاد ضد العديد من الجماعات الإرهابية وغير الإرهابية.

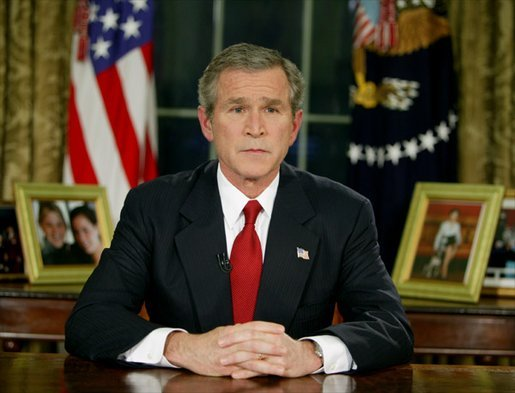
بوش يلقي خطاب غزو العراق

## تأطير حرب العراق
مربع اقتباس"إن معركة العراق في عام 2003 كانت انتصاراً واحداً في الحرب على الإرهاب التي بدأت في الحادي عشر من سبتمبر/أيلول 2001، ولا تزال مستمرة حتى الآن. ففي ذلك الصباح الرهيب، ألقى تسعة عشر رجلاً شريراً ـ قوات الصدمة التي تبنت إيديولوجية بغيضة ـ على أميركا والعالم المتحضر لمحة عن طموحاتهم. فقد تصوروا، على حد تعبير أحد الإرهابيين، أن الحادي عشر من سبتمبر/أيلول سوف يكون "بداية نهاية أميركا".. إن تحرير العراق يشكل تقدماً حاسماً في الحملة ضد الإرهاب. لقد نجحنا في إبعاد حليف لتنظيم القاعدة، وقطعنا مصدراً لتمويل الإرهاب. ومن المؤكد أن أي شبكة إرهابية لن تحصل على أسلحة الدمار الشامل من النظام العراقي البعثي، لأن هذا النظام لم يعد قائماً.. إن مهمتنا مستمرة. لقد أصيب تنظيم القاعدة بجراح، ولم يدمر.. إن الحرب على الإرهاب لم تنته؛ ولكنها لن تنتهي إلى ما لا نهاية. "نحن لا نعرف يوم النصر النهائي، ولكننا شهدنا تحول المسار."
إن الاستراتيجية الوطنية لمكافحة الإرهاب التي نشرتها الحكومة الأميركية في عام 2003 تضمنت سردية ثنائية " نحن ضد هم"، حيث عرف عدو أميركا بأنه " الإرهاب". في رسالة رئاسية إلى رئيس مجلس النواب سلمت بعد يوم واحد من بدء غزو العراق، ادعى بوش أن العراق البعثي آوى ودعم الإرهابيين الذين نفذوا هجمات الحادي عشر من سبتمبر. إن استراتيجية الأمن القومي لعام 2006 ربطت الإرهاب بالأنظمة المارقة في مختلف أنحاء العالم والتي "تكره الولايات المتحدة وكل ما تمثله". طوال فترة التمرد العراقي، صورت الحكومة الأميركية العراق باعتباره خط مواجهة حاسماً للقضاء على "القاعدة الجغرافية" للإرهابيين الذين نفذوا هجمات الحادي عشر من سبتمبر/أيلول.
خلال الحملة الرئاسية لعام 2004 ‏، كانت استراتيجية الجمهوريين تعتمد على المبالغة في نظرية المؤامرة العراقية في أحداث 11 سبتمبر وتقديم حرب العراق كجبهة رئيسية في "الحرب على الإرهاب". كما وافق المرشح الرئاسي المنافس جون كيري على هذا السرد، وانتقد أخطاء إدارة بوش بسبب عدم تنظيم "حرب أكثر ذكاءً وصرامة وفعالية ضد الإرهاب". وكانت الدعاية واسعة النطاق لدرجة أن الحملات العسكرية كانت تُقارن في كثير من الأحيان بالحرب العالمية الثانية، وربط الرئيس الأميركي بين إعصار كاترينا وجهود "الحرب على الإرهاب". ومع ذلك، بعد الإخفاقات المتكررة في حرب العراق وتزايد الشعور بالتعب من الحرب [الإنجليزية]، أصبحت هذه الروايات مثيرة للجدل داخل الولايات المتحدة بدءا من أواخر العقد الأول من القرن الحادي والعشرين. وعلى الرغم من الاعتراف بأن العراق البعثي لم يكن له أي صلة بهجمات الحادي عشر من سبتمبر/أيلول عام 2007، فإن إدارة بوش استمرت في تبرير إطالة أمد حرب العراق في إطار ما بعد الحادي عشر من سبتمبر/أيلول، مدعية أن الهزيمة في العراق من شأنها أن تجعل الولايات المتحدة "عُرضة" للتهديدات الخارجية.
وبحسب مركز التراث والتخليد الاستخباراتي الإسرائيلي، فإن صدام حسين كان له تاريخ طويل قبل الغزو في إعطاء الأموال لأسر الانتحاريين في فلسطين. وكجزء من تبرير الحرب، زعمت إدارة بوش أن صدام حسين كان له أيضًا علاقات بتنظيم القاعدة، وأن الإطاحة به من شأنها أن تؤدي إلى إرساء الديمقراطية في الشرق الأوسط، وبالتالي الحد من الإرهاب بشكل عام. ومع ذلك، فإن التقارير الصادرة عن وكالة الاستخبارات المركزية، ووزارة الخارجية الأميركية، ومكتب التحقيقات الفيدرالي، ولجنة الاستخبارات في مجلس الشيوخ، فضلاً عن التحقيقات التي أجرتها وكالات الاستخبارات الأجنبية، لم تجد أي دليل على وجود صلة عملية بين صدام وتنظيم القاعدة.
وأكد خبراء استخباراتيون مختلفون أن حرب العراق لم تؤدي إلا إلى زيادة الإرهاب بشكل كبير. إن خبير مكافحة الإرهاب روهان جوناراتنا [الإنجليزية] يشير في كثير من الأحيان إلى غزو العراق باعتباره "خطأ فادحاً". وفي عام 2004 خلص المعهد الدولي للدراسات الاستراتيجية المحافظ في لندن إلى أن احتلال العراق أصبح "ذريعة عالمية قوية لتجنيد الجهاديين"، وأن الغزو "حفز" تنظيم القاعدة و"أثار العنف المتمرد بشكل منحرف" هناك. وفي تقرير صادر في يناير/كانون الثاني 2005، خلص مجلس الاستخبارات الوطني [الإنجليزية] الأميركي إلى أن العراق تفوق على أفغانستان باعتباره أرض التدريب الأساسية للجيل القادم من الإرهابيين الجهاديين. ولقد صرح رئيس المجلس روبرت ل. هاتشينجز قائلاً: "إن العراق يشكل في الوقت الحالي نقطة جذب للنشاط الإرهابي الدولي". كما جاء في تقرير تقدير الاستخبارات الوطنية [الإنجليزية] لعام 2006، والذي حدد الحكم المدروس الذي توصلت إليه كل وكالات الاستخبارات الأميركية الست عشرة، أن "الصراع في العراق أصبح قضية شهيرة بالنسبة للجهاديين، الأمر الذي أدى إلى نشوء استياء عميق من تورط الولايات المتحدة في العالم الإسلامي وزراعة المؤيدين للحركة الجهادية العالمية". ووفقاً لمحمد حافظ، "فإن عدد التفجيرات الانتحارية في العراق تجاوز منذ عام 2003 عدد التفجيرات الانتحارية التي نفذتها حماس في إسرائيل، وحزب الله في لبنان، ونمور التاميل في سريلانكا مجتمعين".

## القاعدة
في أكتوبر/تشرين الأول 2003 أعلن أسامة بن لادن: "افرحوا بالأخبار الطيبة: أميركا غارقة في دجلة والفرات. وبوش أصبح فريسة سهلة من خلال العراق ونفطه. وها هو الآن، ولله الحمد، في موقف محرج، وها هي أميركا اليوم تنهار أمام أعين العالم أجمع". لقد أبدى قائد القاعدة سيف العدل تفاؤله بالحرب في العراق، قائلاً: "لقد وقع الأميركيون في الفخ". وتشير رسالة يعتقد أنها من زعيم القاعدة عطية عبد الرحمن، والتي عُثر عليها في العراق بين الأنقاض حيث قُتل الزرقاوي وأفرج عنها الجيش الأميركي في أكتوبر/تشرين الأول 2006، إلى أن القاعدة ترى أن الحرب مفيدة لأهدافها: "إن أهم شيء هو أن يستمر الجهاد بثبات... والواقع أن إطالة أمد الحرب يصب في مصلحتنا".

## داعش
تحول الصراع في العراق منذ عام 2011 إلى القتال ضد تنظيم الدولة الإسلامية. من عام 2011 إلى عام 2013، تميز هذا التمرد بالصعود السريع لتنظيم الدولة الإسلامية في العراق، والذي تصاعد بشكل كبير خلال الحرب في العراق (2013-2017) . ويستمر هذا الصراع كجزء من التمرد منخفض المستوى الذي ينفذه تنظيم الدولة الإسلامية منذ عام 2017.

## الرأي العام
كان الكونجرس الأميركي والرأي العام في بداية الحرب يؤيدان فكرة أن حرب العراق كانت جزءاً من الحرب العالمية على الإرهاب. وقد أشار قرار الكونجرس الصادر عام 2002 والذي يجيز استخدام القوة العسكرية ضد العراق إلى تصميم الولايات المتحدة على "مواصلة الحرب ضد الإرهاب"، وفي إبريل/نيسان 2003، أي بعد شهر واحد من الغزو، أظهر استطلاع للرأي أن 77% من الأميركيين يتفقون على أن حرب العراق كانت جزءاً من الحرب ضد الإرهاب. كان الكثير من العنف المنظم الذي واجهته المؤسسة العسكرية الأميركية محاطًا باستعارة الحملة الصليبية، أو الصراع الشامل، الذي تبناه الإرهابيون. في عام 2004، أشار تقرير صادر عن كلية الحرب التابعة للجيش إلى أن الحرب تعمل على تحويل الانتباه والموارد عن التهديد الذي يشكله تنظيم القاعدة، ودعا إلى تقليص حجم الحرب على الإرهاب والتركيز بدلاً من ذلك على التهديد الذي يشكله تنظيم القاعدة.
ومع ارتفاع أعداد القتلى من العسكريين والمدنيين ، تحول التمرد العراقي إلى ما وصفه العديد من المراقبين بالحرب الأهلية ، وظلت السياسة في العراق غير مستقرة، وبدأ العديد من الساسة والمواطنين من الولايات المتحدة ومن جميع أنحاء العالم في الضغط من أجل انسحاب الولايات المتحدة من العراق. طوال العقد الأول من القرن الحادي والعشرين، نظرت وسائل الإعلام الأميركية والسياسيون وعامة الناس على نطاق أوسع إلى العمليات العسكرية في العراق باعتبارها جزءا لا يتجزأ من " الحرب على الإرهاب".
أظهرت استطلاعات الرأي أن أغلبية الأميركيين يؤيدون وضع جدول زمني للانسحاب وفي ربيع عام 2007. وفي حين أن ما يصل إلى 70% من الأميركيين في أحد الاستطلاعات يؤيدون الانسحاب، فإن أغلبهم يفضلون المغادرة تدريجيا على مدى 12 شهرا، وذكر 60% أن الولايات المتحدة لديها التزام أخلاقي تجاه الشعب العراقي. وبالإضافة إلى التعبير عن مخاوفهم بشأن التكاليف البشرية والمالية للحرب، يزعم أنصار الانسحاب أن الوجود الأميركي يعزز العنف المستمر من خلال توفير هدف لتنظيم القاعدة. كما يسمح ذلك للقادة السياسيين العراقيين بتجنب التوصل إلى اتفاق لتقاسم السلطة. وسوف يؤدي الانسحاب إلى حث جيران العراق على المشاركة بشكل أكبر في تهدئة العنف في البلاد، وسوف يخفف الضغوط على الجيش الأميركي. أدى الجدل حول الانسحاب إلى مقارنة بين حرب العراق وحرب فيتنام.
بعد انتخابات التجديد النصفي للكونغرس عام 2006، دفع الكونجرس نحو البدء في سحب القوات من العراق، استناداً جزئياً إلى الحجة القائلة بأن العراق كان بمثابة إلهاء، وليس جزءاً من الحرب على الإرهاب. وعلى نحو مماثل، أظهر استطلاع للرأي أجري في يناير/كانون الثاني 2007 أن 57% من الأميركيين يشعرون بأن حرب العراق لم تكن جزءاً من الحرب على الإرهاب. وبحلول يونيو/حزيران 2007، كشفت استطلاعات الرأي أن 30% فقط من الأميركيين يؤيدون الحرب. في 12 يوليو/تموز 2007، أقر مجلس النواب قراراً بأغلبية 223 صوتاً مقابل 201، يقضي بإعادة انتشار [أو انسحاب] القوات المسلحة الأميركية من العراق. وقد نص القرار على انسحاب معظم القوات من العراق بحلول الأول من أبريل/نيسان 2008.